# Barry Dennen
Barry Dennen (Chicago, Illinois, Estats Units, nascut el 22 de febrer de 1938 - 26 de setembre de 2017) va ser un actor, cantant i escriptor, conegut principalment pel seu paper de Ponç Pilat al musical de Broadway i a la pel·lícula Jesus Christ Superstar. La seva carrera artística inclou teatre, televisió, cinema, òpera, ràdio i doblatge. També és un reconegut dramaturg. També pot presumir d'ésser el descobridor i director dels inicis de la carrera de Barbra Streisand, que fou la seva xicota. La influència de Barry als inicis de la seva carrera com a actriu en un nightclub de Nova York i la relació d'ambdós estan bellament documentats al seu llibre: My Life With Barbra.

## Biografia
Barry va traslladar-se a Anglaterra, i va viure i treballar a Londres durant quinze anys. Durant aquest temps fou seleccionat pel llegendari productor Hal Prince per a cobrir el cobejat paper del mestre de cerimònies al repartiment original de Cabaret. Després de guanyar el prestigiós premi Evening Standard Award al millor actor, Barry fou convidat per Sir Andrew Lloyd Webber per a interpretar Ponç Pilat a l'enregistrament del disc de Jesus Christ Superstar. Retornà als Estats Units a inicis dels vuitanta per a interpretar Pilat a Broadway; més tard reprendria el rol a la més aclamada pel·lícula de Norman Jewison. Des del seu retorn als EUA, ha dut a terme nombrosos projectes cinematogràfics. Fou dirigit per Stanley Kubrick a The Shining juntament amb Jack Nicholson, i més recentment interpretà un petit paper a la pel·lícula de James Cameron Titanic, com a sacerdot a qui Leonardo DiCaprio donava pressa.
El 2004, tornà a l'escenari amb el seu vell amic Carl Anderson (tristament seria l'últim cop que el veuria) amb una gira per EUA de Jesus Christ Superstar. També ha fet doblatge de personatges de videojocs, com per exemple "FatMan" a l'exitós videojoc Metal Gear Solid 2: Sons of Liberty, i "Master Li" al joc Jade Empire.

## Televisió
- S'ha escrit un crim (Murder, She Wrote)
- L.A. Law
- Murphy Brown
- Batman

Ha enregistrat la seva veu per a anuncis de TV com Butterfinger, McDonalds, i molts d'altres.

## Teatre
Barry ha participat en moltes produccions teatrals, entre elles Stop the World, I Want To Get Off, Cabaret, Annie Get Your Gun, Irma La Douce, Sweet Charity i "revivals" de Jesus Christ Superstar. Ha interpretat la cançó Romantic Atmosphere a la producció del teatre Ahmanson She Loves Me, i al Mark Taper Forum, fou coprotagonista amb Irea Marcovicci de la "premiere" en anglès de l'obra Ghetto, tot interpretant un ninot dummy mogut per un ventríloc. Amb només vuit dies d'assajos, va participar en la feixuga producció de la LA Charity Parody Foundation West Hollywood Gyspy com a Papa Rose. Més tard feu de General a Pirates of Penzance al Santa Barbara C.L.O.
El seu treball teatral més recent ha estat cantant en el paper d'Herodes a la gira de Jesus Christ Superstar 2003/2004 pels EUA.
Va tornar al teatre a l'abril i maig del 2006 tot interpretant Bertolt Brecht a l'obra Silent Partners al Scena Theater de Washington DC.

## Pel·lícules
| Pel·lícula                                              | Paper                |
| ------------------------------------------------------- | -------------------- |
| El violinista a la teulada (Fiddler on the Roof) (1971) | Mendel               |
| Jesucrist superstar (Jesus Christ Superstar) (1973)     | Ponç Pilat           |
| Manicomi (Madhouse) (1974)                              | Blount               |
| Brannigan (1975)                                        |                      |
| Kentucky Fried Movie (1977)                             | Claude LaMont        |
| The Shining (1980)                                      | Bill Watson          |
| Shock Treatment (1981)                                  | Irwin Lapsey         |
| Ragtime (1981)                                          | Stage Manager        |
| The Dark Crystal (1982)                                 | Veu de Chamberlain   |
| Trading Places (1983)                                   | Demitri              |
| Superman 3 (Superman III) (1983)                        | Dr. McClean          |
| Memed, My Hawk (1984)                                   |                      |
| Killer Instinct (1984)                                  | Mr. Martin           |
| What Ever Happened to Baby Jane...? (1991)              |                      |
| Liquid Dreams (1991)                                    | El Major             |
| Clifford (1994)                                         | Terry el Pterodàctil |
| Titànic (1997)                                          | Sacerdot             |